# Аспазия (Сан-Паулу)
Аспазия (порт. Aspásia) — муниципалитет в Бразилии, входит в штат Сан-Паулу. Составная часть мезорегиона Сан-Жозе-ду-Риу-Прету. Входит в экономико-статистический микрорегион Жалис. Население составляет 1789 человек на 2006 год. Занимает площадь 69,394 км². Плотность населения — 25,8 чел./км².

## Статистика
- Валовой внутренний продукт на 2003 составляет 26 328 683,00 реала (данные: Бразильский институт географии и статистики).
- Валовой внутренний продукт на душу населения на 2003 составляет 14 450,43 реала (данные: Бразильский институт географии и статистики).
- Индекс развития человеческого потенциала на 2000 составляет 0,738 (данные: Программа развития ООН).

## География
Климат местности: субтропический. В соответствии с классификацией Кёппена, климат относится к категории Cfb.